# Швайг-бай-Нюрнберг
Швайг-бай-Нюрнберг (нем. Schwaig bei Nürnberg) — община  в Германии, в Республике Бавария.
Подчиняется административному округу Средняя Франкония. Входит в состав района Нюрнбергер-Ланд.  Население составляет 8220 человек (на 31 декабря 2010 года). Занимает площадь 5,89 км². Региональный шифр  —  09 5 74 156. Местные регистрационные номера транспортных средств (коды автомобильных номеров) (нем. Kraftfahrzeugkennzeichen) — LAU.

## Население

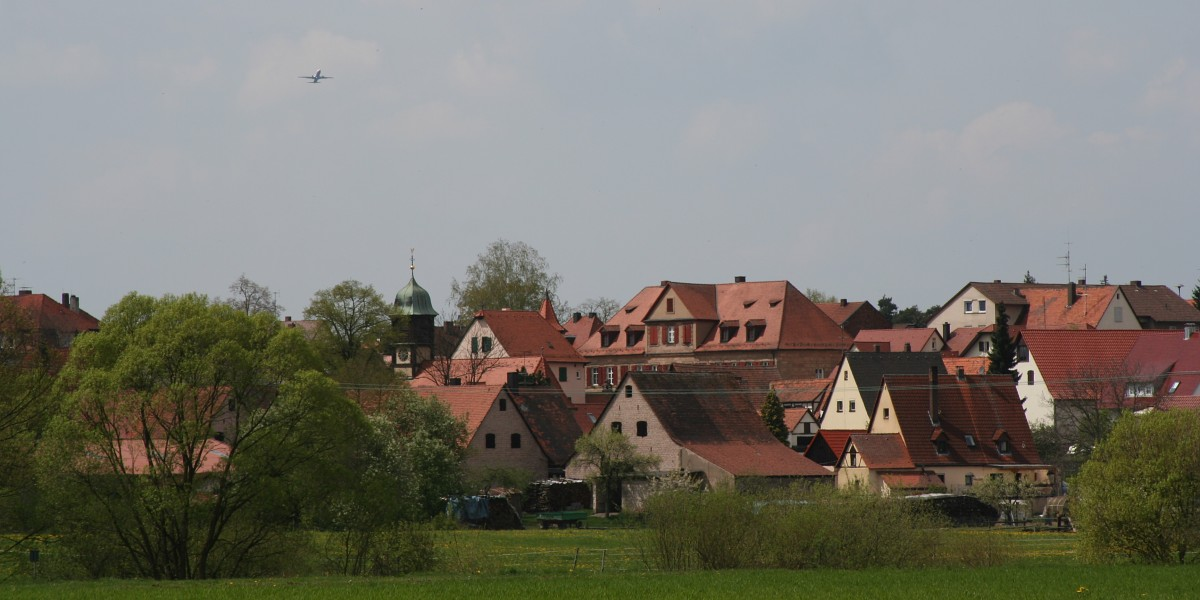
Замок

По оценке на 31 декабря 2015 года население общины составляет 8593 чел.
| Дата      | 1840 | 1871 | 1900 | 1925 | 1939 | 1950 | 1961 | 1970 | 1987 | 2011 |
| --------- | ---- | ---- | ---- | ---- | ---- | ---- | ---- | ---- | ---- | ---- |
| Население | 527  | 629  | 978  | 2256 | 3874 | 6080 | 7268 | 9184 | 8175 | 8311 |

| Год       | 1960 | 1970 | 1980 | 1990 | 2000 | 2009 | 2010 | 2011 | 2012 | 2013 | 2014 | 2015 |
| --------- | ---- | ---- | ---- | ---- | ---- | ---- | ---- | ---- | ---- | ---- | ---- | ---- |
| Население | 7163 | 9235 | 8571 | 8173 | 8462 | 8214 | 8220 | 8347 | 8411 | 8463 | 8589 | 8593 |